# 韋拉斯科冰川
74°16′S 101°11′W / 74.267°S 101.183°W
韋拉斯科冰川（英語：Velasco Glacier），是南極洲的冰川，位於埃爾斯沃思地，全長9公里，流經沃爾格林海岸，以美國地質調查局的電腦專家命名，現時由南極條約體系管理。